# Elmoped

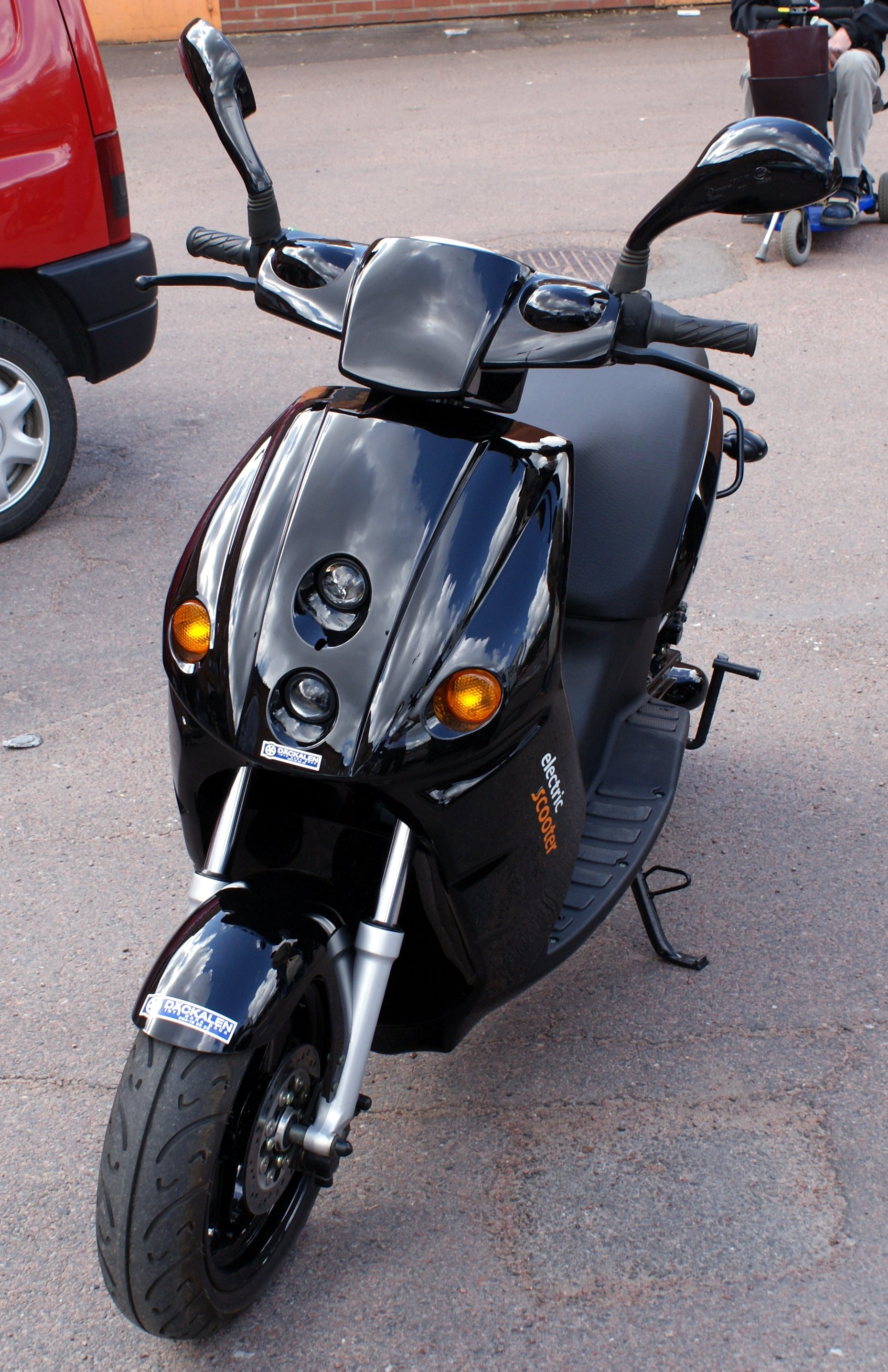
En elektrisk skoter.

En elmoped är en moped som drivs med en elmotor.
Elmopeder har funnits i många år men mest i form av hemmabyggen och prototyper. Först på 2000-talet har elmopederna börjat serietillverkas och kvaliteten blivit så bra att de på allvar börjat konkurrera med vanliga mopeder. Fördelarna med elmotor är frånvaron av avgaser och låga driftkostnader i och med att motorn i princip är underhållsfri.
Körsträckan på en laddning för en klass I moped är typiskt 50-80 km, och det tar några timmar (beroende på modell) att ladda batterierna.

## Regler i Sverige
Det finns två nya klasser (klass I och klass II) av mopeder och det är samma klassning för elmopeder som gäller i hela EU. Klass I-mopeden får gå högst 45 km/h och kräver minst förarbevis. Klass II-mopeden får gå högst 25 km/h.
Från oktober 2009 gäller nya regler med krav på körkort klass AM för moped klass I och förarbevis även för moped klass II, dock ej för den som redan var 15 år eller över när de nya reglerna trädde i kraft.